# Loma de Paja
El pico Loma de Paja (9°04′45″N 70°48′22″O / 9.0793, -70.8062) es una formación de montaña ubicada en el extremo norte de la Parque nacional Sierra de La Culata en el Estado Mérida, Venezuela. A una altitud de 3.232 m s. n. m. el Loma de Paja es una de las montañas más altas en Venezuela. Constituye parte del límite norte del Estado Mérida con el vecino estado Trujillo.